# Hemeroblemma scolopacea
Hemeroblemma scolopacea är en fjärilsart som beskrevs av Pieter Cramer 1777. Hemeroblemma scolopacea ingår i släktet Hemeroblemma och familjen nattflyn. Inga underarter finns listade i Catalogue of Life.

## Bildgalleri

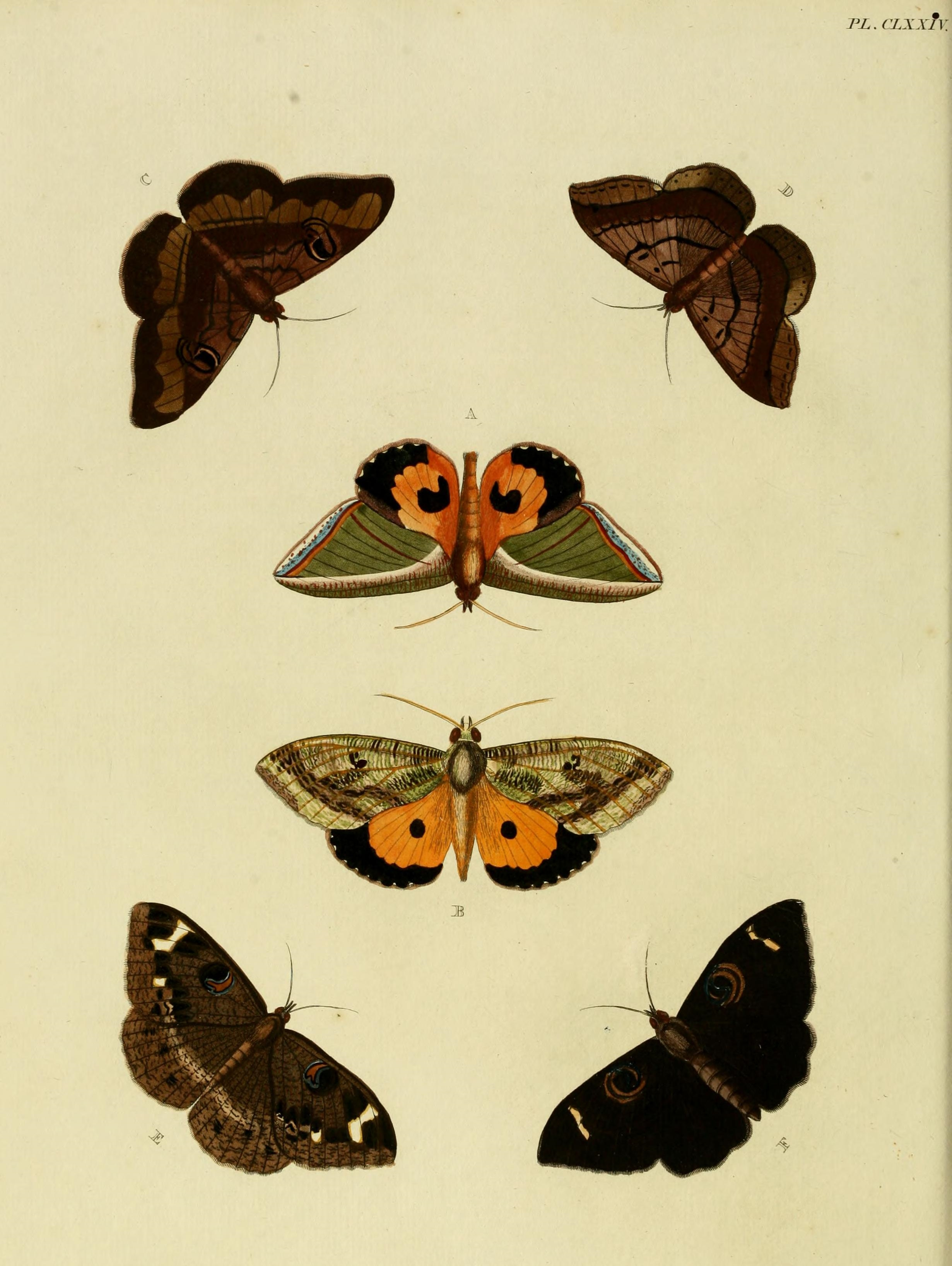